# Sheraldo Becker
Sheraldo Becker (Ámsterdam, Países Bajos, 9 de febrero de 1995) es un futbolista surinamés que juega de delantero en la Real Sociedad de la Primera División de España.

## Biografía
Es primo de los también futbolistas Luciano Narsingh y Furdjel Narsingh.[cita requerida]

## Trayectoria

### Ajax
Fue descubierto por el Ajax de Ámsterdam durante un partido en 2004. Enseguida se unió a la Ajax Youth Academy.
El 6 de junio de 2011 firmó su primer contrato como profesional hasta el 30 de junio de 2014.
Empezó la temporada 2013-14 jugando para el equipo sub-19, completando cinco apariciones en la fase de grupos de la Liga Juvenil de la UEFA. En octubre de 2013 debutó profesionalmente en el equipo de reservas del Jong Ajax, participando en la derrota de su equipo frente al Fortuna Sittard por 3-0 en la Eerste Divisie. El 28 de febrero de 2014, Anotó su primer gol como profesional contra el F. C. Den Bosch.
El 8 de mayo de 2014 fue llamado por el entrenador del primer equipo, Frank de Boer para jugar dos partidos amistosos contra el Persija Jakarta y el Persib Bandung en Indonesia.

#### PEC Zwolle (préstamo)
El 4 de enero de 2015 se anunció su cesión al PEC Zwolle hasta final de temporada.

### ADO La Haya
El 17 de agosto de 2016 se confirmó el traspaso del futbolista al ADO La Haya  en la temporada 2016-2017. Firmó un acuerdo por tres campañas.

### Union Berlin
El 27 de junio de 2019 el F. C. Union Berlin hizo oficial su incorporación para las siguientes tres temporadas. Estuvo cuatro y media en las que disputó 140 partidos y marcó 24 goles.

### Real Sociedad
El 18 de enero de 2024 fue traspasado a la Real Sociedad y firmó un contrato hasta 2026. Debutó cinco días después en un partido de la Copa del Rey ante el Real Club Celta de Vigo y marcó su primer gol como txuri-urdin.

## Selección nacional
Nació en los Países Bajos, aunque es hijo de padres surinameses.
De acuerdo con las reglas surinamesas, a la hora de tratar con las múltiples nacionalidades, los jugadores que escojan la nacionalidad neerlandesa no pueden representar a esta colonia neerlandesa.
Ha representado a la selección neerlandesa en categorías inferiores, haciendo su debut en el equipo sub-16, participando en la derrota de su equipo contra la selección portuguesa en la duodécima edición del "Tournoi Val de Marne", jugado en Francia el 28 de octubre de 2010.
Marcó su primer gol para la selección sub-16 el 6 de febrero de 2011 en la International Youth Tournament en Portugal, en la victoria de su equipo contra Israel.
El 16 de septiembre de 2011 hizo su debut con la selección sub-17 en la victoria de su equipo por 1-0 contra la selección italiana en el "Vier Nationen Turnier" en Alemania. Marcó su primer gol con la selección sub-17 en un partido contra la selección inglesa en el "XXXV Torneio Int. do Algarve '12" en Portugal.
También llegó a marcar con la selección sub-18 en una ocasión contra la selección de Estados Unidos, en un partido amistoso disputado el 11 de septiembre de 2012.
El 26 de febrero de 2014 fue llamado por el seleccionador sub-19, Wim van Zwam, para jugar un partido amistoso contra la selección española sub-19 el 5 de marzo de 2014. Hizo su debut con la selección sub-19 en la victoria de su equipo por 2-1. Jugó de titular en la posición de extremo hasta ser sustituido en el minuto 69 por Wessel Dammers.

## Estadísticas

### Clubes
Actualizado al último partido disputado el 7 de noviembre de 2024.
| Club                          | Div.          | Temporada     | Liga  | Liga  | Liga   | Copas nacionales | Copas nacionales | Copas nacionales | Copas internacionales | Copas internacionales | Copas internacionales | Total | Total | Total  |
| Club                          | Div.          | Temporada     | Part. | Goles | Asist. | Part.            | Goles            | Asist.           | Part.                 | Goles                 | Asist.                | Part. | Goles | Asist. |
| ----------------------------- | ------------- | ------------- | ----- | ----- | ------ | ---------------- | ---------------- | ---------------- | --------------------- | --------------------- | --------------------- | ----- | ----- | ------ |
| Jong Ajax · Países Bajos      | 2.ª           | 2013-14       | 14    | 1     | 1      | —                | —                | —                | —                     | —                     | —                     | 14    | 1     | 1      |
| Jong Ajax · Países Bajos      | 2.ª           | 2014-15       | 16    | 4     | 3      | —                | —                | —                | —                     | —                     | —                     | 16    | 4     | 3      |
| Jong Ajax · Países Bajos      | Total club    | Total club    | 30    | 5     | 4      | 0                | 0                | 0                | 0                     | 0                     | 0                     | 30    | 5     | 4      |
| PEC Zwolle · Países Bajos     | 1.ª           | 2014-15       | 10    | 1     | 2      | 2                | 0                | 0                | —                     | —                     | —                     | 12    | 1     | 2      |
| PEC Zwolle · Países Bajos     | 1.ª           | 2015-16       | 25    | 4     | 5      | 1                | 0                | 0                | —                     | —                     | —                     | 26    | 4     | 5      |
| PEC Zwolle · Países Bajos     | Total club    | Total club    | 35    | 5     | 7      | 3                | 0                | 0                | 0                     | 0                     | 0                     | 38    | 5     | 7      |
| ADO La Haya · Países Bajos    | 1.ª           | 2016-17       | 28    | 3     | 1      | 3                | 0                | 1                | —                     | —                     | —                     | 31    | 3     | 2      |
| ADO La Haya · Países Bajos    | 1.ª           | 2017-18       | 29    | 2     | 7      | 0                | 0                | 0                | —                     | —                     | —                     | 29    | 2     | 7      |
| ADO La Haya · Países Bajos    | 1.ª           | 2018-19       | 33    | 7     | 8      | 2                | 1                | 0                | —                     | —                     | —                     | 35    | 8     | 8      |
| ADO La Haya · Países Bajos    | Total club    | Total club    | 90    | 12    | 16     | 5                | 1                | 1                | 0                     | 0                     | 0                     | 95    | 13    | 17     |
| F. C. Union Berlin · Alemania | 1.ª           | 2019-20       | 13    | 0     | 2      | 1                | 0                | 0                | —                     | —                     | —                     | 14    | 0     | 2      |
| F. C. Union Berlin · Alemania | 1.ª           | 2020-21       | 18    | 3     | 3      | 2                | 0                | 0                | —                     | —                     | —                     | 20    | 3     | 3      |
| F. C. Union Berlin · Alemania | 1.ª           | 2021-22       | 28    | 4     | 6      | 4                | 2                | 0                | 8                     | 0                     | 3                     | 40    | 6     | 9      |
| F. C. Union Berlin · Alemania | 1.ª           | 2022-23       | 34    | 11    | 7      | 4                | 0                | 2                | 10                    | 1                     | 1                     | 48    | 12    | 10     |
| F. C. Union Berlin · Alemania | 1.ª           | 2023-24       | 11    | 0     | 1      | 2                | 1                | 0                | 5                     | 2                     | 0                     | 18    | 3     | 1      |
| F. C. Union Berlin · Alemania | Total club    | Total club    | 104   | 18    | 19     | 13               | 3                | 2                | 23                    | 3                     | 4                     | 140   | 24    | 25     |
| Real Sociedad · España        | 1.ª           | 2023-24       | 15    | 2     | 2      | 2                | 1                | 0                | 1                     | 0                     | 0                     | 18    | 3     | 2      |
| Real Sociedad · España        | 1.ª           | 2024-25       | 11    | 1     | 0      | 0                | 0                | 0                | 3                     | 0                     | 1                     | 14    | 1     | 1      |
| Real Sociedad · España        | Total club    | Total club    | 26    | 2     | 2      | 2                | 1                | 0                | 4                     | 0                     | 1                     | 32    | 3     | 3      |
| Total carrera                 | Total carrera | Total carrera | 285   | 42    | 48     | 23               | 5                | 3                | 27                    | 3                     | 5                     | 335   | 50    | 56     |